# Ciriaco de Mita
Ciriaco Luigi de Mita (2. února 1928 – 26. května 2022) byl italský křesťanskodemokratický a středový politik. V letech 1988–1989 byl premiérem Itálie. 1973–1974 ministr průmyslu, 1974–1976 ministr zahraničního obchodu, 1976–1979 ministr bez portfeje.
Byl představitelem Křesťanskodemokratické strany (Democrazia Cristiana), jejímž předsedou byl v letech 1982–1989, v době, kdy prožívala svůj úpadek. V 90. letech Mita vstoupil do Italské lidové strany, později do strany Demokracie je svoboda – Kopretina (Democrazia è Libertà – La Margherita) a nakonec do volební koalice Olivovník (L'Ulivo), kterou pomáhal přetvořit na Demokratickou stranu (Partito Democratico). Roku 2008 ovšem i tuto stranu opustil a vstoupil do Unie středu Pierferdinanda Casiniho. Za ni byl od roku 2009 poslancem Evropského parlamentu.
Roku 1988 Rudé brigády zavraždily Mitova poradce Roberta Ruffilliniho.